# Hans Dietrich von Maltzahn
Hans Dietrich von Maltzahn (heute oft Maltzan; * 1725; † 1757) war preußischer Gesandter in Sachsen von 1750 bis 1756. Seine Informationen führten zum Beginn des Siebenjährigen Krieges.

## Leben
Hans Dietrich stammte aus dem Adelsgeschlecht von Maltzahn und trat bereits mit 24 Jahren als erster seiner Familie in den preußischen diplomatischen Dienst als Gesandter in Dresden ein. Seit 1753 übermittelte er König Friedrich II. Abschriften vom geheimen Briefwechsel Sachsens, Österreichs und Russlands über die Bildung einer politischen Allianz gegen Preußen. Diese hatte er vom sächsischen geheimen Kabinettssekretär Friedrich Wilhelm Menzel erworben.  Friedrich sah sich durch diese Informationen genötigt, im Jahre 1756 in Sachsen einzumarschieren als Beginn des Siebenjährigen Krieges.
1757 starb Hans Dietrich von Maltzahn.